# Молчанов, Сергей Владимирович
Сергей Владимирович Молчанов (родился 3 января 1967 года) — советский и российский регбист, мастер спорта СССР международного класса, директор по развитию регби в Федерации регби России. Последний капитан сборной СССР.

## Биография
В регби пришёл в возрасте 16 лет. Воспитанник школы московской «Славы». Выступал за «Славу» с 1986 по 1993 годы, в 1989 году выиграл с командой свой первый и последний кубок СССР в истории: в финале была обыграна красноярская команда ЭТС (она же ЭкскаваторТяжСтрой) со счётом 12:3. В 1993 году взял большую паузу, которая тянулась до 1999 года, пока не вернулся в регби как игрок клуба «ВВА-Подмосковье». В 2000 году получил травму, которая поставила крест на его последующей регбийной карьере.
Молчанов участвовал в турнирах ФИРА (чемпионатах Европы) 1985 и 1986 годов U-19, на которых сборная СССР занимала 4-е места. В сборной СССР дебютировал в 1988 году, играл в матчах чемпионата Европы против Испании, Румынии и Италии, а также на турнире «Советского спорта» против Румынии и США. На чемпионатах Европы 1987/1989 и 1989/1990 становился серебряным призёром со сборной СССР. Он стал известен также как последний в истории капитан сборной СССР: помимо чемпионатов Европы, он участвовал с командой в турне по Англии в 1989 году, студенческом чемпионате мира 1989 года и турне по Новой Зеландии в 1991 году. За сборную СССР сыграл всего 25 матчей, набрав суммарно 20 очков. Свой последний матч сыграл 6 июня 1992 года за сборную России против клуба «Барбарианс» (победа 27:23). 
С 2017 года занимает пост директора по развитию регби в Федерации регби России. Также является членом попечительского совета регбийного ЦСКА.